# Strangalia westcotti
Strangalia westcotti là một loài bọ cánh cứng trong họ Cerambycidae.